# نورتن إنترنت سكيورتي
نورتن إنترنت سكيورتي (بالإنجليزية: Norton Internet Security)‏ هو برنامج حاسوبي من إنتاج شركة سيمانتك يعمل على توفير الحماية الشاملة على الإنترنت. وهو متاح لكل من أنظمة مايكروسوفت ويندوز وماك أو.إس إكس. وهو منتج رئيسي من منتجات سيمانتك.

## تاريخ الإصدار

### الإصدار 2006 وما قبله

#### التعارض من إنترنت إكسبلورر 7
مع إصدار الإصدار إنترنت إكسبلورر 7، واجهة المستخدم الرئيسية لنورتن إنترنت سكيورتي 2006 وما قبله شهدت أخطاء في البرامج النصية.
الإصدار الحالي من نورتن إنترنت سكيورتي يدعم بالكامل إنترنت إكسبلورر 7 كما أنه لم يعد يستخدمه. واجهة المستخدم حاليا مبنية على محرك نسق إتش تي إم إل.
لأجل أن واجهة المستخدم للإصدارات السابقة ل2007 بنيت باستخدام واجهة إنترنت إكسبلورر (بدلا من استخدام معايير مكتبات واجهة المستخدم) أي تغييرات كانت ستتسبب بمشاكل مع برمجيات نورتن. كان على المستخدمين تنزيل حزمة من مركز دعم نورتن مجانا، لكن عند محاولة بعض المستخدمين تثبيت النسخة الجديدة على حواسيب أقدم تسبب ذلك بمشاكل ومن ثمة تعرضت سيمانتك لانتقادات بهذا الشأن.
تمت مناقشة كيفية حل هذه المشكلة في إم إس دي إن.

### الإصدار 2007 (14.0)
بعد شكاوي عديدة من المستخدمين بخصوص البطء وآلية العمل، ردت سيمانتك بضرورة إعادة كتابة البرنامج.

### الإصدار 2008 (15.0)
الإصدار 2008 أصدر في 28 أغسطس، 2007 وتضمن العديد من المزايا من بينها تقنية السونار وإنترنت إكسبلورر إكسبلويت بروتكشن (بالإنجليزية: Internet Explorer Exploit Protection)‏ الخاص بحماية المتصفح.
بعد فترة قصيرة من إصداره، أصدرت سيمانتك حزمة إضافات شبيهة بتلك التي أطلقتها بالتزامن مع نورتن إنترنت سكيورتي 2007، تعطي الحزمة خاصية مكافة الرسائل المزعجة وضبط البوابات؛ لكنها لا تضمن مانع النوافذ المنبثقة والإعلانات كما هو الحال مع حزمة إضافات 2007.